# Lepidolopha mogoltavica
Lepidolopha mogoltavica là một loài thực vật có hoa trong họ Cúc. Loài này được (Krasch.) Krasch. mô tả khoa học đầu tiên năm 1946.